# Гедеон (Мошатин)
Архимандрит Гедеон (в миру Григорий Мошатин; 1761, Владимир — 1829, Кириллов Белозерский монастырь) — архимандрит Русской православной церкви.

## Биография
Потомок купеческо-мещанского рода. Предки и родня Мошатина торговали шорным товаром — конской сбруей, уздечками, кнутами и седлами, одна из их лавок находилась в самом центре Владимира — на Большой Московской улице.
С юных лет любил бывать в храме, знал наизусть церковные службы, рано научился читать и просиживал над священным писанием и житиями святых. Стал алтарником.
В 1782 году возрасте 21 года принял иноческий постриг с именем Гедеон. Способного монаха заметил новый епископ Владимирский и Муромский Виктор (Онисимов), который приблизил его к себе и рукоположил в иеромонаха, а в 1799 году возвёл в сан игумена.
В феврале 1800 года отправился в Юрьев монастырь в Новгороде вслед за своим епархиальным архиереем, отрешённым от кафедры указом Павла I.
В 1800 году был в сане игумена настоятелем Деревяницкого монастыря Новгородской епархии.
В 1804 году он был переведен в Сковородский монастырь с возведением в сан архимандрита, в 1813 году — в Вяжищский.
4 февраля 1818 года назначен настоятелем Кирилло-Белозерского монастыря Вологодской губернии.
К тому времени обитель, по размерам уступая лишь Соловкам и Троице-Сергиевой лавре, потеряла былое великолепие и утратила прежнее богатство. При архимандрите Гедеоне начались масштабные ремонтные работы, были приведены в порядок храмы, братские кельи и когда-то грозные монастырские стены.
В 1829 году Гедеон Мошатин был уволен на покой и в том же году умер.